# ВК Барселона
ВК Барселона (шп. Club Natació Barcelona) је шпански спортски клуб из Барселоне. Клуб је најпознатији по својој ватерполо секцији, а у свом саставу још има секције за: пливање, једрење, скакање у воду, триатлон, карате и пелоту. Ватерполо клуб се тренутно такмичи у Првој лиги Шпаније.
Клуб је 10. новембра 1907. основао Бернат Пикорнељ и то је био први клуб за водене спортове у Шпанији. Барселона је такође организовала и прву званичну ватерполо утакмицу у Шпанији 12. јула 1908, а у којој су учествовали чланови клуба.
Најтрофејнији је ватерполо клуб у Шпанији са 59 титула у националном првенству и 8 трофеја националног купа. Такође је освојио Куп европских шампиона 1982, ЛЕН Трофеј 1995. и 2004, као и Суперкуп Европе 1982. године.

## Успеси

### Национални
- Прва лига Шпаније:

Првак (59): 1925, 1926, 1927, 1928, 1929, 1930, 1931, 1932, 1933, 1934, 1935, 1936, 1937, 1938, 1939, 1940, 1941, 1942, 1943, 1944, 1945, 1946, 1947, 1948, 1949, 1950, 1951, 1952, 1953, 1954, 1955, 1956, 1957, 1958, 1959, 1960, 1961, 1962, 1963, 1964, 1965, 1966, 1967, 1967, 1969, 1971, 1975, 1980, 1981, 1982, 1983, 1987, 1991, 1995, 1996, 1997, 2002, 2004, 2005
- Куп Шпаније:

Освајач (8): 1989, 1991, 1995, 1996, 1999, 2002, 2003, 2011

### Међународни
- Лига шампиона (Куп шампиона/Евролига):

Освајач (1): 1982.
- Куп Европе:

Освајач (2): 1995, 2004.
- Суперкуп Европе:

Освајач (1): 1982.
Финалиста (1): 2004.